# Alphonse Picou
Alphonse Picou (szül.: Alphonse Foristan Picou, New Orleans, Louisiana, 1878. október 19. – New Orleans, 1961. február 4.) amerikai dzsesszzenész.
Középosztálybeli, jómódú családban született New Orleans belvárosában. Testvérei: Cecilia, Willie, Feriol, Joseph és Philomene Picou.
Fiatalon kezdett gitározni, majd hamarosan klarinétra váltott, mivel ez volt az uralkodó fúvós hangszer a New Orleans-i zenekarok élvonalában a trombita és a harsona mellett. Különböző együttesekben dolgozott, különösen népszerű tánczenekarokban kortársával, a legendás kürtössel, Buddy Boldennel. Innovatív zenéjük végül „jazzként" vált ismertté.
Picou egyik legfontosabb hozzájárulása a jazz zenéhez a híres szólója, amelyet a „High Society”-hez írt, Porter Steele népszerű felvonulási zenéje alapján. Több mint 50 évvel később Picou melódiáját még mindig elővették Charlie Parker forradalmi 1945-ös felvételén, a Ko Ko-n.

## Lemezek
- The Paddock Jazz Band Featuring Alphonse Picou – Paddock Jazz Band : 1953 (LP)
- Celestin, Picou – Two Giants Of Traditional Jazz Broadcasts
- George Lewis, Punch Miller, Eddie Miller, Jim Robinson, Alphonse Picou, Paul Barbarin – A New Orleans Jazz Party (LP, Album)